# Monastère de Fonte Avellana
Le monastère de la Sainte-Croix de Fonte Avellana (ou ermitage de la Sainte-Croix), sis à Serra Sant'Abbondio dans la province de Pesaro et d'Urbino (Marches), en Italie, est une fondation monastique camaldule remontant au Xe siècle. Devenue abbaye en 1325, le monastère connut un déclin et fut supprimé au début du XIXe siècle, mais reprit vie avec les moines-ermites camaldules le réoccupant en 1935 et y rétablissant l’office divin. Elle est toujours « abbaye vivante ».

## Histoire
Les origines du monastère remontent à la fin du premier millénaire et sont étroitement liées à l'histoire de la Congrégation bénédictine des Camaldules. Un groupe d’ermites de la région adopte la règle des bénédictins-ermites de  saint Romuald vers 980 (les Camaldules). Une grande impulsion fut donnée au monastère par l'arrivée de saint Pierre Damien qui y devient moine en 1035, et prieur en 1043. Impulsion spirituelle de ferveur et d’austérité autant que matérielle : de nouveaux bâtiments sont construits, le nombre de moines étant en rapide augmentation. Culturellement et spirituellement le monastère-ermitage (alliant cénobitisme et érémitisme comme le veut la tradition camaldule) devient un centre influent. Quelque soixante-seize saints et bienheureux auraient vécu comme ermites dans ce monastère.
L'ermitage est mentionné dans la Divine Comédie de Dante Alighieri (au chant XXI du ‘Paradis’), ce qui peut laisser  penser que le poète y fut reçu comme hôte.
Érigée en abbaye en 1325, Fonte Avellana devient une puissance économique importante. Cependant, un demi-siècle plus tard (en 1392) elle tombe sous le régime de la commende. Cela dura deux siècles : XVe – XVIe siècle. En 1569, la Congrégation autonome avellaine qui avait jusqu'alors régi le monastère est abolie ; celui-ci passe à la Congrégation de Camaldoli. Quarante ans plus tard, en 1610, elle devient cénobitique et se joint à la Congrégation cénobitique camaldule de San Michele di Murano.
Fonte Avellana reste sous le régime de la commende jusqu’en 1700 et bien que certains de ces abbés commendataires - particulièrement le cardinal Julien della Rovere (futur pape Jules II) - aient eu souci de l’embellir d’édifices nouveaux, il n’en reste pas moins qu’elle subit le sort de toute abbaye commendataire. Par manque d’authentique direction spirituelle, la vie monastique se relâche: la décadence est lente mais inexorable.
Ce déclin se conclut avec l’expulsion des moines de l’abbaye en 1810 par les troupes napoléoniennes. Elle est supprimée par l’autorité de la nouvelle Italie en 1866. Cependant les moines camaldules la réoccupent, la rénovent et y rétablissent la vie monastique et l’office divin en 1935. L'abbaye a retrouvé une nouvelle vie, tant spirituelle qu'architecturale.
Le 5 septembre 1982 le pape Jean-Paul II visite Fonte Avellana lors des célébrations fêtant le millénaire de sa fondation par  saint Romuald. À cette occasion l’église abbatiale fut élevée au rang de basilique mineure.

## Patrimoine
- L'église, de plan à croix latine, est de style roman. Son sanctuaire surélevé est construit au-dessus d’une crypte, qui était probablement l’église primitive. Un monumental crucifix en bois domine l’maître-autel : une œuvre de Francesco Tiraboschi de Pavie, qui date de 1567. Derrière l’autel se trouve le chœur des moines. Construit en 1854 il est de style néoclassique.
- La bibliothèque fut par deux fois vidée de ses livres, lors des deux suppressions de l’abbaye : en 1811 par les troupes napoléoniennes et en 1866. Le monastère a cependant récupéré l’ensemble de ses livres en 1933. Le fonds de bibliothèque s’élève à quelque 25 000 livres, le document le plus ancien étant un incunable de 1470.
- Le scriptorium (dédié à saint Pierre Damien) est une des pièces du monastère qui ont subi le moins de modifications au cours de siècles. Il est pratiquement encore tel qu’il était à l’origine. Les moines y passaient de nombreuses heures de leur journée à y recopier sur parchemins des textes classiques et patrologiques, grecs et latins.
- La salle du chapitre du monastère date du XIIe siècle. Sur son plafond des fresques du XIVe siècle sont à peine visibles. Les usages divers auxquels fut soumise la salle, particulièrement au XVIIe siècle, les ont fort endommagées.
- Le jardin botanique des moines, ouvert au public depuis 2007.
- La crypte (du Xe siècle) est la partie la plus ancienne du monastère : sans doute première église ou chapelle de l’ermitage primitif. Elle est le lieu de culte le plus ancien de Fonte Avellana. Son austère sobriété donne une image, belle et solide, de l’ambiance de ces constructions anciennes consacrées à la prière et recueillement.